# Vrbnica (Foča, BiH)
Vrbnica je naseljeno mjesto u općini Foči, Republika Srpska, BiH. Nalazi se duž obale Vrbničke rijeke.
Ističe se po tome što je u Podrinju bila među naseljima koja su 1961. imala statistički signifikantni udio Hrvata (8,57%). 

## Stanovništvo
| Narod     | Popis 1961. | Popis 1971. | Popis 1981. | Popis 1991. |
| --------- | ----------- | ----------- | ----------- | ----------- |
| Hrvati    | 21          |             |             |             |
| Muslimani | 18          | 23          |             |             |
| Srbi      | 204         | 112         | 42          | 21          |
| ostali    | 2           | 1           |             |             |
| Ukupno    | 245         | 136         | 42          | 21          |